# Brutta notte
Brutta notte (Comme on change in francese; Todo cambia in spagnolo) è un singolo del cantautore italo-belga Salvatore Adamo, pubblicato nel 1991.

## Cover
Il brano Brutta notte è stato cantato da Salvatore Adamo anche in lingua francese con il titolo Comme on change e in lingua spagnola con il titolo Todo cambia.